# Slap of Reality
Slap of Reality (en français Claque de la Réalité) est un groupe américain de punk hardcore, originaire de Tampa.

## Histoire
Formé fin 1987, Slap of Reality est l'un des pionniers du hardcore mélodique. Le groupe sort deux albums et trois EP. Après avoir joué avec 7 Seconds, Slapshot, Fugazi, Jawbox, MDC, Samiam et Goo Goo Dolls, le groupe développe une audience solide.
Kevin Seconds, le leader de 7 Seconds, signe Slap of Reality sur son label Pazzafist Records. Le groupe signe ensuite un accord avec Headhunter Records. Le groupe se sépare en 1992. Les membres forment ensuite Failure Face, Balance, Paineater, Scrotum Grinder, Hankshaw, Murder-Suicide Pact, The Sophomore Effort, Exitsect (avec Paul Pavlovich (Assück), Sam Williams (Down By Law), Greg Gall (Six Feet Under) et Frank Watkins (Obituary, Gorgoroth)).
Le groupe se reforme en 1995 après l'intérêt croissant d'Elektra Records. Le groupe déménage à New York avant de se séparer à nouveau en 1996. Ils ont depuis sorti deux singles : Never Far en 2018 et A Part Of en 2019. Le groupe signe avec Florida's A Jam Records, qui appartient en copropriété à Joe Koontz de Against All Authority. Un EP de trois chansons intitulé Gaslight paraît en 2019.

## Discographie
- 1989 : Stuck Inside EP (Vinyl Communications)
- 1990 : Time Alone EP (Pazzafist)
- 1991 : Fletch EP (Snoop)
- 1991 : 3 Lefts Make a Right LP (Headhunter/Cargo)
- 1992 : We Do Not Have a Dinosaur EP ([Break Even Point|Cargo Records])
- 1995 : Drowned Out EP (Skene!)
- 1995 : Monkeydust LP (Runt)
- 2018 : Never Far, single
- 2019 : A Part Of, single